# Jean-Marie Tjibaou
Jean-Marie Tjibaou, född 30 januari 1936 i Tiendanite i Nya Kaledonien, död  4 maj 1989 i Ouvéa, var en politiker i Nya Kaledonien och ledare för den kanakiska självständighetsrörelsen.

## Biografi
Tjibaou var son till en stamledare i Nya Kaledonien. Han prästvigdes 1965. 1968 lämnade han territoriet för att studera sociologi vi den katolska fakulteten i Lyon, och sedan etnologi vid École pratique des hautes études 1970.
Efter att han hade återvänt till hemlandet lämnade han den religiösa banan och började engagera sig politiskt. Han var fortfarande troende, men hävdade att det var omöjligt för en präst i Nya Kaledonien att ta politisk ställning.
Under 1970-talet var han i ledningen för en kulturell förnyelserörelse med bland annat manifestationen Mélanésia 2000 (som ägde rum 1975). Denna manifestation samlade stammarna från hela Nya Kaledonien i Nouméa och väckte en värdighetskänsla hos kanakerna. För första gången på lång tid verkade den kanakiska kulturen vara levande och inte längre som en döende kulturen.
Tjibaou ingick i ledningen för Union calédonienne (UC), valdes till borgmästare i Hienghène och vice ordförande för UC 1977. Han valde att föra en politisk kamp grundad på principerna om icke-våld. Bland hans egna anhängare fanns de som inte alltid följde icke-våldsprinciperna.
1979 blev han vald till ledamot av territoriets rådsförsamling för den självständighetsfront som just hade bildats. I juni 1982 valdes han till vice ordförande för Nya Kaledoniens regeringsråd, som han var fram till 18 november 1984, den dag då självständighetsförespråkarna genomförde en "aktiv bojkott" av valet i territoriet.
I juli 1983 deltog Tjibaou för självständighetsfronten vid det runda bordet i Nainville-les-Roches, med bland andra Jacques Lafleur.
5 december 1984 fick han betala dyrt för sin nominering till ledningen för FLNKS (Front de libération nationale kanak et socialiste), vid tiden för dess bildande. På vägen till en kongress blev tio kanaker mördade i den bil som han skulle ha suttit i. Två av offren var bröder till Tjibaou. De skyldiga har aldrig blivit dömda.
1985-1986 valdes han till ordförnade för nordprovinsen i Nya Kaledonien.
Han blev mördad den 4 maj 1989 tillsammans med Yeiwéné Yeiwéné, hans högra hand inom FLNKS, i samband med högtidlighållandet av tragedin i Ouvéa, av en kanak (Djubelly Wéa) som var motståndare till Matignonavtalet från juni 1988.